# Arrondissement de Compiègne
L'arrondissement de Compiègne est une division administrative française, située dans le département de l'Oise et la région Hauts-de-France.

## Composition

### Composition avant 2015

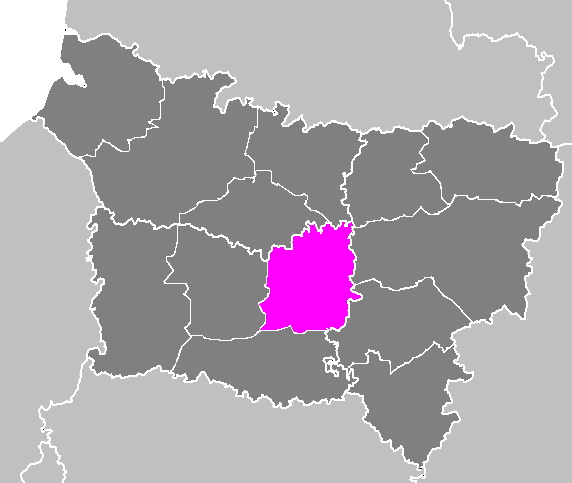
Localisation de l'arrondissement avant 2015

Liste des cantons de l'arrondissement de Compiègne :
- canton d'Attichy ;
- canton de Compiègne-Nord ;
- canton de Compiègne-Sud-Est ;
- canton de Compiègne-Sud-Ouest ;
- canton d'Estrées-Saint-Denis ;
- canton de Guiscard ;
- canton de Lassigny ;
- canton de Noyon ;
- canton de Ressons-sur-Matz ;
- canton de Ribécourt-Dreslincourt.

### Découpage communal depuis 2015
Depuis 2015, le nombre de communes des arrondissements varie chaque année soit du fait du redécoupage cantonal de 2014 qui a conduit à l'ajustement de périmètres de certains arrondissements, soit à la suite de la création de communes nouvelles. Le nombre de communes de l'arrondissement de Compiègne reste quant à lui inchangé depuis 2015 et égal à 156.
Au 1er janvier 2024, l'arrondissement groupe les 156 communes suivantes :
1. Amy
2. Antheuil-Portes
3. Appilly
4. Armancourt
5. Arsy
6. Attichy
7. Autrêches
8. Avricourt
9. Babœuf
10. Bailly
11. Baugy
12. Beaugies-sous-Bois
13. Beaulieu-les-Fontaines
14. Beaurains-lès-Noyon
15. Béhéricourt
16. Belloy
17. Berlancourt
18. Berneuil-sur-Aisne
19. Bienville
20. Biermont
21. Bitry
22. Boulogne-la-Grasse
23. Braisnes-sur-Aronde
24. Brétigny
25. Bussy
26. Caisnes
27. Cambronne-lès-Ribécourt
28. Campagne
29. Candor
30. Canly
31. Cannectancourt
32. Canny-sur-Matz
33. Carlepont
34. Catigny
35. Chelles
36. Chevincourt
37. Chevrières
38. Chiry-Ourscamp
39. Choisy-au-Bac
40. Clairoix
41. Compiègne
42. Conchy-les-Pots
43. Coudun
44. Couloisy
45. Courtieux
46. Crapeaumesnil
47. Crisolles
48. Croutoy
49. Cuise-la-Motte
50. Cuts
51. Cuvilly
52. Cuy
53. Dives
54. Écuvilly
55. Élincourt-Sainte-Marguerite
56. Estrées-Saint-Denis
57. Évricourt
58. Le Fayel
59. Flavy-le-Meldeux
60. Francières
61. Fréniches
62. Fresnières
63. Frétoy-le-Château
64. Genvry
65. Giraumont
66. Golancourt
67. Gournay-sur-Aronde
68. Grandfresnoy
69. Grandrû
70. Guiscard
71. Gury
72. Hainvillers
73. Hautefontaine
74. Hémévillers
75. Houdancourt
76. Janville
77. Jaulzy
78. Jaux
79. Jonquières
80. Laberlière
81. Lachelle
82. Lacroix-Saint-Ouen
83. Lagny
84. Larbroye
85. Lassigny
86. Lataule
87. Libermont
88. Longueil-Annel
89. Longueil-Sainte-Marie
90. Machemont
91. Marest-sur-Matz
92. Mareuil-la-Motte
93. Margny-aux-Cerises
94. Margny-lès-Compiègne
95. Margny-sur-Matz
96. Marquéglise
97. Maucourt
98. Mélicocq
99. Le Meux
100. Monchy-Humières
101. Mondescourt
102. Montmacq
103. Montmartin
104. Morlincourt
105. Mortemer
106. Moulin-sous-Touvent
107. Moyvillers
108. Muirancourt
109. Nampcel
110. Neufvy-sur-Aronde
111. La Neuville-sur-Ressons
112. Noyon
113. Ognolles
114. Orvillers-Sorel
115. Passel
116. Pierrefonds
117. Pimprez
118. Le Plessis-Brion
119. Plessis-de-Roye
120. Le Plessis-Patte-d'Oie
121. Pont-l'Évêque
122. Pontoise-lès-Noyon
123. Porquéricourt
124. Quesmy
125. Remy
126. Ressons-sur-Matz
127. Rethondes
128. Ribécourt-Dreslincourt
129. Ricquebourg
130. Rivecourt
131. Roye-sur-Matz
132. Saint-Crépin-aux-Bois
133. Saint-Étienne-Roilaye
134. Saint-Jean-aux-Bois
135. Saint-Léger-aux-Bois
136. Saint-Pierre-lès-Bitry
137. Saint-Sauveur
138. Salency
139. Sempigny
140. Sermaize
141. Solente
142. Suzoy
143. Thiescourt
144. Thourotte
145. Tracy-le-Mont
146. Tracy-le-Val
147. Trosly-Breuil
148. Vandélicourt
149. Varesnes
150. Vauchelles
151. Venette
152. Vieux-Moulin
153. Vignemont
154. Ville
155. Villers-sur-Coudun
156. Villeselve

## Démographie
En 2022, l'arrondissement comptait 182 372 habitants.
| 1968    | 1975    | 1982    | 1990    | 1999    | 2006    | 2011    | 2016    | 2021    |
| ------- | ------- | ------- | ------- | ------- | ------- | ------- | ------- | ------- |
| 124 999 | 141 352 | 152 883 | 166 072 | 173 943 | 179 296 | 178 584 | 182 266 | 182 130 |

| 2022    | - | - | - | - | - | - | - | - |
| ------- | - | - | - | - | - | - | - | - |
| 182 372 | - | - | - | - | - | - | - | - |

## Administration

### Sous-préfets
| Période         | Période         | Identité               | Fonction précédente                                  | Observation |
| --------------- | --------------- | ---------------------- | ---------------------------------------------------- | ----------- |
| 19 mars 2009    | 17 octobre 2011 | Sabrina Belkhiri-Fadel | Administratrice territoriale                         |             |
| 17 octobre 2011 | 25 mai 2015     | Hubert Vernet          | Secrétaire général de la préfecture de la Guadeloupe |             |
| 25 mai 2015     | 17 juillet 2019 | Ghyslain Chatel        | Sous-préfet de Marmande                              |             |
| 17 juillet 2019 | En cours        | Jean-Paul Vicat        | Sous-préfet de Brive-la-Gaillarde                    |             |